# 吹田徳雄
吹田 徳雄（すいた とくお、1911年12月20日 - 1981年12月18日）は日本の工学者。大阪大学名誉教授。原子力安全委員会初代委員長。理学博士（大阪帝国大学、1947年）。徳島県海部郡美波町（旧日和佐町）出身。

## 経歴
大阪市立都島工業学校、神戸高等工業学校電気科を経て、1937年に大阪帝国大学工学部電気工学科卒業。学生時代はテニス部のキャプテンであった。1949年、大阪大学工学部電気工学科の教授（電気材料学講座）となる。1957年、原子核工学専攻原子炉工学講座教授（電気工学兼務）。1963年には京都大学教授となり、1969年から1970年まで大阪大学工学部長事務取扱を勤めた。
1975年に大阪大学を退官し、近畿大学教授となる。1978年には原子力安全委員会の初代委員長となった。1981年12月18日死去。従三位勲二等旭日重光章が追叙された。

## 著書
- 高橋秀俊、吹田徳雄共 編『エネルギー変換論』ラテイス、1964年7月。
- 『100万人の原子力 基礎編』吹田徳雄・三島良績監修、アグネ〈原子力シリーズ〉、1971年8月。